# بارزاغو
بارزاغو؛ ( بريانزو : Barzàch ) هي بلدية في مقاطعة ليكو في إقليم لومبارديا الإيطالي، وتقع على بعد حوالي 35 كيلومتر (22 ميل) شمال شرق ميلانو وحوالي 13 كيلومتر (8 ميل) جنوب غرب ليكو.
تقع بارزاغو على حدود البلديات التالية: بارزانو وبولسياغو وقلعة دي بريانزا وكريميلا ودولزاغو وغارباغنيت موناستيرو وسيرون وسرتوري.

## روابط خارجية
- الموقع الرسمي